# Бела лађа
Бела лађа је српска телевизијска серија, коју је РТС почео да емитује 17. децембра 2006. године, а чије емитовање је после 6 серијала окончано јубиларном деведесетом епизодом 1. априла 2012.
Серија је снимљена у производњи Радио-телевизије Србије и извршној продукцији Кошутњак филма по сценарију Синише Павића, а режирали су је Михаило Вукобратовић и Иван Стефановић. Од свих серија овог сценаристе са сличним садржајем, продукција Беле лађе је узела највише времена, пуних шест година (2006—2012), што је просечно за око половину дуже од свих сродних пројеката, који су снимани и премијерно приказивани највише четири године (Бољи живот 1987—1991, Срећни људи 1993—1996, Породично благо 1998—2002. и Стижу долари 2004—2006).

## Ликови
Бела лађа је индиректни наставак филмског серијала Тесна кожа. Улогу Димитрија Пантића, уместо Николе Симића, који ју је тумачио у Тесној кожи, играо је Петар Краљ. У улози Пантићевог највећег противника Срећка Шојића, нашао се, као и у филмском серијалу, Милан Лане Гутовић. За разлику од Тесне коже, у Белој лађи главни актер није Пантић, већ Шојић. Он је бизнисмен и председник Странке здравог разума, коју финансира његов рођак по баби, Тихомир Стојковић „Тика Шпиц” (Предраг Смиљковић). Његов заменик у странци је Пањковић (Драган Вујић), а највећи политички ривал Хаџи-Здравковић (Предраг Ејдус), председник Странке демократске ренесансе. Шојић улази и у сумњиве послове са мафијом, тајкуном Озреном Солдатовићем (Душан Голумбовски), и његовом десном руком Аламуњом (Дејан Луткић). Породицу Пантић чине поред Димитрија, жена Персида (Љиљана Драгутиновић), синови Маринко (Миленко Заблаћански) и Блашко (Ненад Јездић), и кћерка Мирослава (Мирјана Мина Лазаревић). Маринко је разведен, док се Мира преселила да живи код Пантића јер је пред ивицом развода; Маринко из брака има два сина, Филипа (Милош Биковић) и Мићу, а Мира са мужем Богојем има сина Кићу.

### Повучени и касније придодати ликови
Према речима сценаристе Синише Павића, серију су пратили бројни проблеми од самог почетка због чега је долазило до озбиљних измена у продукцији.
Наиме, Никола Симић је одбио улогу Димитрија Пантића иако је, према Павићевим тврдњама, серија написана на његову молбу. Као разлог одбијања Симић је навео ангажман у серијама Агенција за СИС и Љубав, навика, паника на Телевизији Пинк, мада су Павић и продуцент Зоран Јанковић изјавили да је одустао када је све већ било договорено. Симића је заменио Петар Краљ, а сам лик је након првог циклуса промењен у односу на Тесну кожу и постепено маргинализован.
За време снимања другог циклуса, трагично је погинуо глумац Миленко Заблаћански, па је његов лик Павић преселио у Беч. Готово истовремено, због повлачења Светлане Бојковић, из серије је повучен лик Јасмине Пантелић. Неколико споредних ликова искључено је из радње пре петог циклуса (Драган Јовановић и Дубравка Мијатовић су се повукли из серије — интересантно је да су то исто урадили и током продукције Срећних људи).
Ипак, најозбиљније промене су се догодиле пред снимање шестог циклуса, када су морали да буду уклоњени ликови Срећка Шојића и Димитрија Пантића који су у првом циклусу били две главне улоге.
Наиме, 10. новембра 2011. године, преминуо је Петар Краљ. На почетку циклуса, његов лик је и даље уз велика ограничења био присутан у серији (без дијалога и приказивања лица), али је потом пресељен у болницу. Одмах потом, серију је неколико дана пред снимање циклуса напустио и Милан Лане Гутовић, због наводног ниског хонорара. С обзиром на то да је услове које је поставио оценила као „неприхватљиве”, телевизија је одбила да му исплати тражени хонорар. Услед Гутовићевог повлачења сценариста је, према сопственом признању, био принуђен да у року од месец дана преправи и поново напише циклус, што је описао као „теже од свега што је икад радио”.
Сама структура серије је промењена тако што је лик Шојића премештен у затвор, док су у последњем циклусу као главне личности фигурирали два друга лика: нови лик, Шојићев кум Баћко Бојић (Бранимир Брстина) и Јанаћко Јањић (Милан Васић), до тада споредна улога којој је у овом циклусу дат већи простор. У шестом циклусу се, без нарочитог објашњења, нису појавили ни поједини други глумци из до тада стандардне поставе: Милош Биковић (Филип Пантић) и Дејан Луткић (Аламуња).
| Милан Лане Гутовић  | Срећко Шојић         | Главни   | Главни   | Главни   | Главни   | Главни   |        |
| Петар Краљ          | Димитрије Пантић     | Главни   | Главни   | Главни   | Главни   | Главни   |        |
| Љиљана Драгутиновић | Персида Пантић       | Главни   | Главни   | Главни   | Главни   | Главни   | Главни |
| Мина Лазаревић      | Мирослава Мирковић   | Главни   | Главни   | Главни   | Главни   | Главни   | Главни |
| Ненад Јездић        | Благоје Пантић       | Главни   | Главни   | Главни   | Главни   | Главни   | Главни |
| Миленко Заблаћански | Маринко Пантић       | Главни   | Главни   |          |          |          |        |
| Дубравка Мијатовић  | Слађана Савић        | Главни   | Главни   | Главни   | Главни   | Главни   |        |
| Предраг Смиљковић   | Тихомир Стојковић    | Главни   | Главни   | Главни   | Главни   | Главни   | Главни |
| Бранимир Брстина    | Баћко Бојић          |          |          |          |          |          | Главни |
| Милан Васић         | Јанаћко Јањић        |          |          |          | Епизодни | Епизодни | Главни |
| Предраг Ејдус       | Лазар Хаџиздравковић | Епизодни | Епизодни | Епизодни | Епизодни | Епизодни | Главни |

### Ликови из ранијих Павићевих серија и филмова
- Срећко Шојић, лик из серијала Тесна кожа.
- Тихомир Стојковић „Тика Шпиц”, бизнисмен и рођак Срећка Шојића, лик из серије Породично благо
- Озрен Солдатовић, тајкун и финансијер Шојићеве странке, лик из серије Срећни људи.
- Розалија Михајловић „баба Роска”, лажна пророчица, лик из серије Породично благо. Овај лик се у Породичном благу презивао Газикаловић.
- Димитрије Пантић, лик из серијала Тесна кожа.
- Персида Пантић, супруга Димитрија Пантића, лик из серијала Тесна кожа.
- Маринко Пантић, син Димитрија и Персиде Пантић, лик из серијала Тесна кожа. Овај лик се у Тесној кожи звао Бранко.
- Благоје Пантић, син Димитрија и Персиде Пантић, лик из серијала Тесна кожа. Овај лик се у Тесној кожи звао Александар.
- Мирослава Пантић, ћерка Димитрија и Персиде Пантић, лик из серијала Тесна кожа. Иако је у Тесној кожи била средње дете, у серији је најмлађа од троје деце Димитрија и Персиде Пантић.
- Северин Кукић, професор ликовног образовања у пензији, који се епизодно појавио у трећем и шестом циклусу (тумачио га је Драгомир Чумић). Појавио се као Бобин професор ликовног у Бољем животу.

## Синопсис радње по циклусима
Први циклус (2006—2007)
Пантићеву амнезију, после ударца у главу који је овај добио, Шојић користи зарад сопствене политичке кампање. Ближе се парламентарни избори, а Шојићева Странка здравог разума је, према већини истраживања јавног мњења, испод, мада близу цензуса. Њихов главни опонент је идеолошки дијаметрално супротна Странка демократске ренесансе, која ипак стоји нешто боље у предизборним истраживањима. Цео циклус протиче у предизборној кампањи, а за Шојића убрзо почиње да ради целокупна Пантићева породица, чији сваки члан гледа сопствене интересе (нпр. Блашко Пантић током живог укључивања у политички дуел на телевизији покушава да рекламира фабрику сардине у којој ради његов кум). Несрећним сплетом околности, Пантић завршава у затвору, а Шојић га убеђује да ту отпочне штрајк глађу. Ипак, дан пред изборе, бива пуштен на слободу. Истовремено, Шојићев главни финансијер, Озрен Солдатовић, инсистира на томе да овај мора да представља његове интересе у новој влади, како би му опростио велики дуг. На крају циклуса, у скупштину успевају да уђу обе странке, али Пантић, другопласирани на Шојићевој листи, током конститутивне седнице почиње да се присећа пређашњих лоших односа са својим шефом, па га полива водом док је стајао на говорници, а потом напушта његов посланички клуб (самим тим и странку).
Други циклус (2007—2008)
Постаје очигледно да ће мандатар и актуелни премијер, Мајсторовић, владу морати да формира или са Демократском ренесансом или са Странком здравог разума. Најпре позива лидера Демократске ренесансе, Хаџи-Здравковића на преговоре, али га овај превише уцењује, па се окреће Шојићу. Згрожен његовим понашањем, мандатар одлучује да добро промисли са ким ће формирати нови кабинет, што остаје неизвесно све до неколико минута пре истека рока (према Павићевом признању, то је била алузија на формирање друге Владе Војислава Коштунице, која је изгласана свега пола сата пре истека законског рока). Када се Мајсторовић најзад појављује у скупштини са намером да изложи експозе, испоставља се да је због ометања других посланика рок истекао, па се расписују нови избори.
Трећи циклус (2009)
Шојићу, захваљујући предвиђању бабе-Роске, постаје јасно да му је за учешће у власти потребна подршка страних амбасадора, па преко свог батлера Ћирка и његове веренице успева да ступи у везу са дипломатским представником мале, али утицајне земље (њено име се не наводи). Иако је амбасадор рањен у лову, Шојићевом грешком, њихови односи нису покварени (Шојић тврди да је амбасадор рањен током покушаја атентата на њега самог). Медији објављују њихову заједничку фотографију, а Озрен Солдатовић, који и даље манипулише многим Шојићевим потезима, жели да упозна амбасадора.
Истовремено, у Странци демократске ренесансе долази до унутрашњих трвења, Хаџи-Здравковић бива избачен, а његов заменик, доктор Маричић преузима примат. Иза ове странке убрзо стаје Солдатовићева десна рука, познат под надимком Аламуња, који жели да се осамостали од свог шефа.
У политику све више улази и Димитрије Пантић са пензионерима, који убрзо планира заједничку акцију са Хаџи-Здравковићем, од чега одустаје након сазнања да је овај пријатељ са амбасадором земље са правом вета у Уједињеним нацијама, а која је учествовала у НАТО бомбардовању.
Четврти циклус (2010)
Односи између Шојића и амбасадора су начисто нарушени после одређених медијских инсинуација, које су нарушиле углед државе коју дотични представља. Штавише, на банкету поводом рођендана амбасадорове жене, Шојић пампуром од шампањца грешком погађа амбасадора у главу. Уместо оца који све више губи контролу, његову странку почиње да предводи Блашко Пантић, који убрзо склапа савез са Озреном Солдатовићем. У последњој епизоди, Шпиц одводи Шојића код његове бивше љубавнице, са којом је овај још раније (наводно) добио дете. Баш у том тренутку, кућа се урушава због клизишта.
Пети циклус (2011)
Серијал отпочиње на истом месту где се претходни завршио. Сви, изузев Шојића, беже са „места злочина”. Он најпре симулира своју смрт, а потом, по указаној помоћи, покушава да изигра истражног судију Старчевића, за кога се испоставља да се сећа одређених ранијих Шојићевих прекршаја. Шпиц са својим помоћницима краде џип из Шојићеве гараже, свега неколико минута пошто су Солдатовићеви људи подметнули бомбу у њега (како би га опоменули да врати дугове). Џип одлеће у ваздух на Шпицовој пумпи, не повредивши никога. Изненађење настаје када систематични судија сазнаје да џип који је Шпиц хтео да прода није у његовом, већ у Шојићевом власништву.
Шојић за то време окупља локалне лидере своје странке, Јанаћија Јањића Јанаћка, као најуспешнијег, и извесног Јефту Пикилића, као најнеуспешнијег, јер су људи у његовом региону слабо гласали за Шојићеву странку због чињенице да је сам Шојић одатле те да немају позитивно мишљење о њему. Шојић се одлучује за маркетиншки трик: измишља да на својој ливади у родном крају започиње изградњу комбината, у који инвестирају Швеђани, Турци и он лично. Док се шири прича о изградњи комбината, Пикилић најављује да ће лично узети за себе део новца (што препоручује и Јанаћку), али и председник општине најављује своје учешће, како би се медијски експонирао пре избора.
Истовремено, Мира Пантић, у сарадњи са секретарицом премијера Мајсторовића, Мелисом, успева да поткупи Хаџи-Здравковића, који се већ вратио у странку, али тек сада успева да избаци доктора Маричића из ње. Иза ње сада стаје Аламуња. Солдатовић сада подржава само Блашка Пантића и његову странку, а најављено избацивање целе породице из стана на Бановом Брду (због неотплаћеног кредита), он планира да искористи као медијску представу, јер је до избора остало свега неколико дана.
Шести циклус (2012)
Изненадно хапшење Шојића неколико дана пре избора на чело странке доводи његовог кума, Баћка Бојића, који је у претходном периоду био у иностранству. На место другог човека се фактички пробија Јанаћко. Сви политички актери, од премијера Мајсторовића до Блашка и Мире Пантић постају подозриви и веома амбициозни. Баћко Бојић користи хапшење свог кума и изградњу комбината на Магарећим ливадама за сопствене политичке амбиције. Схватајући да странка финансијски лоше стоји, покушава да пронађе где је Шојић сакрио новац у својој кући, што је раније више пута спомињано, али је било и питање да ли дотична свота постоји. На крају новац проналази Ћирко, који заједно са Јанаћком и Пањковићем оснива сопствену страначку фракцију, насупрот другој у којој остају Баћко, Шпиц и Пикилић. На изборима, Мајсторовићева странка осваја 17 %, што сам премијер сматра великим успехом. Све мање странке: Ренесанса, Здрав разум и Поштени грађани — Димитрије Пантић једва прелазе цензус. Као најстарији посланик, баба Роска председава новим сазивом скупштине, а помаже јој Мира Пантић, као најмлађа. У финалној сцени серије, приказује се свадба Петричевића са Мициком. На броду Бела лађа се окупљају сви политичари, мафија и амбасадори. Док брод плови низ реку без кормилара, у замраченој просторији они састављају владу. У финалном дијалогу, Крља пита лучке раднике када ће се брод вратити како би питао Шпица од чега ће да купи храну за крокодиле, на шта му један радник одговара како он сам не може да прехрани ни рођену децу. Уместо замрачења екрана, за време шпице се приказује пловидба беле лађе, а уместо песме Плови бела лађо, чује се Штраусов валцер На лепом плавом Дунаву.

## Продукција и емитовање
Први циклус који садржи 24 епизоде се приказивао на РТС 1, недељом од 20 часова. Емитовао се пет и по месеци, све до недеље 27. маја 2007.
Овај циклус је репризиран од 1. јануара 2008. године, овог пута сваког радног дана на РТС 1 од 20 часова. У припреми је тада био и други циклус серије, чије приказивање је убрзо отпочело.
Након смрти глумца Миленка Заблаћанског, снимање трећег циклуса је одложено, јер је Синиша Павић, према сопственом признању, морао да измени сценарио у деловима где се појављује Маринко Пантић. То је једини разлог због кога је Маринко у трећем серијалу „пресељен” у Беч, где ради у Градској чистоћи, па његов лик породица Пантић контактира само једанпут.
У недељу 24. јануара 2009. почело је емитовање треће сезоне. Било је ово први пут да су у продукцији коришћене и камере високе дефиниције. 
Од 1. октобра 2009. године репризиране су до тада емитоване епизоде сваког радног дана од 20 часова на РТС 1, што је уједно био увод у емитовање четврте сезоне, које је отпочело 17. јануара 2010. године.
Пета сезона је почела са премијерним приказивањем 27. фебруара 2011. године.
Крајем јануара 2012. године почело је премијерно приказивање епизода 6. сезоне. Последња епизода је емитована 1. априла 2012. године.
Након оригиналног емитовања, серија је такође више пута репризирана у целости.

## Епизоде
| Сезона | Сезона | Епизоде | Епизоде | Оригинално емитовање | Оригинално емитовање |
| Сезона | Сезона | Епизоде | Епизоде | Премијера            | Финале               |
| ------ | ------ | ------- | ------- | -------------------- | -------------------- |
|        | 1.     | 24      | 24      | 17. децембар 2006.   | 27. мај 2007.        |
|        | 2.     | 14      | 14      | 24. фебруар 2008.    | 1. јун 2008.         |
|        | 3.     | 14      | 14      | 25. јануар 2009.     | 26. април 2009.      |
|        | 4.     | 16      | 16      | 17. јануар 2010.     | 2. мај 2010.         |
|        | 5.     | 12      | 12      | 27. фебруар 2011.    | 15. мај 2011.        |
|        | 6.     | 10      | 10      | 29. јануар 2012.     | 1. април 2012.       |

## Екипа
- Сценарио: Синиша Павић
- Сарадник на сценарију: Љиљана Павић
- Сценограф: Зорица Чобановић
- Костимограф: Емилија Ковачевић
- Композитор: Војкан Борисављевић
- Извршни продуцент: Зоран Јанковић
- Уредник: Слободан Терзић
- Редитељи: Михаило Вукобратовић и Иван Стефановић

## Улоге
| Глумац                      | Улога                            | Лик                                         | Циклуси                                   |
| Милан Лане Гутовић          | Срећко Шојић                     | председник Странке здравог разума           | првих пет циклуса                         |
| Предраг Смиљковић           | Тихомир Стојковић „Тика Шпиц”    | Шојићев финансијер и рођак по баби          | сви циклуси                               |
| Петар Краљ                  | Димитрије Мита Пантић            | пензионер и народни посланик                | првих пет циклуса                         |
| Ненад Јездић                | Благоје Пантић Блашко            | Пантићев млађи син                          | сви циклуси                               |
| Бранимир Брстина            | Баћко Бојић                      | Шојићев кум                                 | шести циклус                              |
| Мина Лазаревић              | Мирослава “Мира” Мирковић        | Пантићева ћерка                             | сви циклуси                               |
| Љиљана Драгутиновић         | Персида Пантић                   | Пантићева супруга                           | сви циклуси                               |
| Миленко Заблаћански         | Маринко Пантић                   | Пантићев старији син                        | прва два циклуса                          |
| Александар Дунић            | Милорад Ћирковић Ћирко           | Шојићев батлер                              | сви циклуси                               |
| Небојша Илић                | Мирослав Станковић               | Блашков кум                                 | сви циклуси                               |
| Милан Васић                 | Јанаћко Јањић                    | Шојићев рођак и лидер огранка странке       | од четвртог циклуса                       |
| Дубравка Мијатовић          | Слађана Савић                    | банкарка и Мирослављева кума                | прва четири циклуса                       |
| Душан Голумбовски           | Озрен Солдатовић                 | тајкун и Шојићев финансијер                 | сви циклуси                               |
| Мира Бањац                  | Розалија Михајловић „Баба Роска” | лажна пророчица                             | сви циклуси                               |
| Предраг Ејдус               | Лазар Хаџиздравковић             | председник Странке демократске ренесансе    | сви циклуси                               |
| Миленко Павлов              | Јефта Пикиљић                    | лидер огранка Странке здравог разума        | од петог циклуса                          |
| Драган Јовановић            | др Душан Маричић                 | потпредседник Странке демократске ренесансе | прва четири циклуса                       |
| Дејан Луткић                | Густав Стојановић Аламуња        | Солдатовићева десна рука                    | првих пет циклуса                         |
| Драган Вујић                | Здравко Пањковић                 | Шојићев портпарол и заменик                 | сви циклуси                               |
| Светлана Бојковић           | Јасмина Пантелић                 | Слађанина тетка                             | прва два циклуса                          |
| Михаило Јанкетић            | Живојин Мајсторовић              | председник Владе                            | други, четврти, пети и шести циклус       |
| Милица Милша                | Мелиcа Рајковић                  | Мајсторовићева секретарица                  | од другог циклуса                         |
| Слободан Давинић            | Анђелко Анђелковић Григорије     | Роскин асистент                             | сви циклуси                               |
| Милош Биковић               | Филип Пантић                     | Пантићев унук                               | првих пет циклуса                         |
| Властимир Ђуза Стојиљковић  | Гаврило Петричевић               | директор банке                              | први, други, четврти, пети и шести циклус |
| Александар Срећковић Кубура | Богоје Мирковић                  | Мирин муж                                   | први, четврти, пети и шести циклус        |
| Гојко Балетић               | Радован Шљивић                   | Шојићев адвокат                             | првих пет циклуса                         |
| Милена Васић Ражнатовић     | Леонтина Матић Мицика            | власница спа-центра                         | од четвртог циклуса                       |
| Славица Крсмановић          | Живадинка                        | Шојићева служавка                           | прва четири циклуса                       |
| Драгица Ристановић          | Анђелина                         | Шојићева служавка                           | од петог циклуса                          |
| Наташа Марковић             | Весна Јосић                      | Мирослављева жена                           | прва три циклуса                          |
| Милан Томић                 | Станимир Стојковић               | Шојићев телохранитељ                        | први, други, четврти и пети циклус        |
| Милан Милосављевић          | Микица Прикић                    | члан Хаџиздравковићеве странке              | сви циклуси                               |
| Радојко Јоксић              | Сретеновић                       | члан Хаџиздравковићеве странке              | прва три циклуса                          |
| Бранко Цвејић               | Симоновић                        | Мирослављев шеф                             | први циклус                               |
| Јелена Чворовић             | Танкосава Тасић                  | Шојићева бивша љубавница                    | први, други, четврти и пети циклус        |
| Ненад Ненадовић             | Емерих                           | амбасадор                                   | трећи, четврти и шести циклус             |
| Славиша Чуровић             | Ентони Баримур                   | амбасадоров аташе                           | трећи, четврти и шести циклус             |
| Јелена Јовичић              | Данијела                         | Ћиркова вереница                            | трећи циклус                              |
| Миодраг Ракочевић           | Шиља                             | инсајдер Озрена Солдатовића                 | други, трећи, четврти и шести циклус      |
| Зоран Ћосић                 | Звонимир Шулејић                 | власник Орвел телевизије                    | пети и шести циклус                       |
| Зинаида Дедакин             | Симонида Хаџиздравковић          | Хаџиздравковићева супруга                   | други, четврти, пети и шести циклус       |
| Зоран Бабић                 | Крста Недељковић Крља            | радник на фарми крокодила                   | сви циклуси                               |
| Радмила Томовић             | Констанца                        | Шојићева саветница                          | први циклус                               |
| Зоран Ранкић                | Ракочевић                        | судија за прекршаје                         | први циклус                               |
| Иван Босиљчић               | Томић                            | истражни судија                             | први циклус                               |
| Јаков Јевтовић              | Пеђа                             | пословођа на Стојковићевој пумпи            | сви циклуси                               |
| Миле Станковић              | Калоперовић                      | члан Шојићеве странке                       | прва два циклуса                          |
| Стеван Гардиновачки         | Трифун Калоперовић               | Калоперовићев деда                          | други циклус                              |
| Ева Рас                     | Евица Тасић                      | Танкосавина мајка                           | четврти циклус                            |
| Александар Хрњаковић        | отац Живорад                     | свештеник                                   | четврти циклус                            |
| Божидар Стошић              | Старчевић                        | истражни судија                             | пети циклус                               |
| Драган Мићаловић            | Средоје                          | угоститељ                                   | пети и шести циклус                       |
| Томо Курузовић              | Тома Тимотијевић                 | председник месне заједнице                  | трећи, четврти и шести циклус             |
| Милан Антонић               | Свирчевић                        | председник општине                          | пети и шести циклус                       |
| Мирјана Карановић           | Лула Јанићијевић                 | Маринкова бивша супруга                     | други циклус                              |
| Феђа Стојановић             | Павле Цветковић                  | Филипов професор српског језика             | други циклус                              |
| Ива Штрљић                  | Тијана Новаковић                 | стриптизета                                 | други циклус                              |
| Саша Јоксимовић             | Радиша                           | Шојићев синовац                             | други циклус                              |
| Раде Марјановић             | Грујица Грујовић                 | водитељ ријалитија Погани језици            | други, пети и шести циклус                |
| Игор Ђорђевић               | Предраг Жмикић                   | власник јувелирске радње                    | шести циклус                              |
| Бранка Митић                | госпођа Маца                     | Мирослављева стрина                         | први циклус                               |
| Слободан Стефановић         | Милојица                         | монтажер                                    | шести циклус                              |
| Даниел Сич                  | Трифун Михајловић (глас)         | отац баба-Роске                             | шести циклус                              |
| Душан Радовић               | новинар                          | водитељ политичке емисије                   | шести циклус                              |
| Никола Протулипац           | Радован Рајковић                 | продавац стана                              | први циклус                               |

## Промена улога кроз серију
- Веселин Стијовић је у првом циклусу играо Ђуровића, Хаџиздравковићевог адвоката да би од другог циклуса играо Ђуру, шефа у Шојићевој кафани Удри бригу на весеље.
- Бора Ненић је у првом циклусу играо затворског чувара, а у трећем циклусу се појавио као Милорадовић, који са Пантићем скупља потписе за оснивање странке.
- Глумица Теодора Живановић је тумачила новинарку у три епизоде у серији. У првој се звала Маја Станковић, затим Леонида Паликућа и на крају Констанца (презиме није поменуто).
- Драго Чумић је у другом циклусу тумачио полицијског инспектора, а трећем и шестом циклусу професора ликовног у пензији Северина Кукића (који се у Бољем животу појавио као професор Јанковић, звани Мравојед).
- Павле Јеринић је у другом циклусу тумачио лик шофера Марка који ради у министарству, док се у трећем циклусу појавио као новинар.
- Милан Антонић који је тумачио Свирчевића од петог циклуса, у четвртом циклусу у једној епизоди је тумачио аутомеханичара који је ишао са Богојем да купе ауто.
- Михаило Лаптошевић је у првом циклусу тумачио телохранитеља Озрена Солдатовића, а у четвртом циклусу секретара у амбасади.
- Радојко Јоксић је у прва три циклуса играо Сретеновића, члана Странке демократске ренесансе, али се у претпоследњој епизоди појавио као др Јанковић, члан Странке српског ускрснућа, у склопу гостовања у емисији Под рефлектором. Међутим, у последњој епизоди се поново појављује као Сретеновић.
- Снежана Јеремић Нешковић се у 58. епизоди појавила као радница на шалтеру у спа-центру, док је 88. епизоди тумачила водитељку политичке емисије у којој гостује Мирослава.
- Весна Паштровић се у једној епизоди другог циклуса појавила као масерка, док је у петом и шестом циклусу играла учесницу ријалити шоуа Погани језици.
- Валентина Павличић је у првом циклусу тумачила Наталију Вуковић, главну уредницу таблоида, док је у једној епизоди шестог циклуса играла новинарку Едиту Цекић.

## Недоследности и анахронизми
- Занимљиво је да су се Пантићеви синови у Тесној кожи звали Бранко (старији) и Александар (млађи). Међутим, у серији се зову Маринко и Благоје. Остали чланови породице су задржали своја имена као у филму.
- Лик Пантићеве ћерке Мире је у Тесној кожи по старости средње дете, међутим у серији је најмлађе од троје деце. Према томе, она би требало да буде у касним 40-им годинама, али је у серији представљена као знатно млађа, односно на почетку својих 30-их година.
- У Тесној кожи, Мира је дипломирана правница која не може да се запосли, док се на почетку серије помиње како има завршену прву годину Економског факултета. Међутим, пред крај серије, када Мајсторовић тражи податке о њој, Мира се поверава Мелиси како је била спречена да матурира због чега нема завршену средњу школу, што доводи до нових недоследности.
- Лик Димитрија Пантића има неколико анахронизама. У Тесној кожи се наводи како је он млађи референт у 56. години, док је у серији подмлађен због промене глумца. Међутим, и поред тога што се у 4. епизоди помиње како има 66 година, у 55. епизоди, приликом разговора са Петричевићем (Ђуза Стојиљковић), он сам истиче како има 73 године.
- Више пута се помиње да је Пантићев унук Филип (Милош Биковић) матурант, што значи да има бар 18 година. Међутим, од дешавања последњег наставка Тесне коже, где Пантић још није ни имао унучади до серије је прошло 15 година, стога је грешка како он има 18 година.
- У више наврата се наводи како Пантићев млађи син има 35 година, односно да је рођен 1971. године. Међутим, ово представља контрадикторност с обзиром на то да он у Тесној кожи, чија се радња одвија 1982. године, има 16 година и увелико похађа средњу школу.
- У раним епизодама серије Хаџиздравковић се звао Лазар. Међутим, у 75. епизоди жена га ословљава именом Миодраг, док се у 79. епизоди приликом телефонског разговора са Миром представио као Милентије.
- У другом циклусу име Хаџиздравковићеве жене било је Миланка, да би се у каснијим циклусима звала Симонида.
- У ранијим епизодама име Мирослављеве жене је било Весна, али је у трећем циклусу промењено у Светлана.
- Иако је адреса на којој живи породица Пантић првобитно била Невиних жртава 10, касније је више пута истицано како живе у истој улици, али под бројем 13.
- Иако на почетку серије вози аутомобил, у трећем циклусу се истиче како Шојић нема положен возачки испит, због чега је принуђен да ангажује возача.
- Иако се на почетку Срећних људи помиње како има двоје деце, Озрен Солдатовић више пута истиче како није засновао породицу и да на Аламуњу гледа као на сопственог сина.
- У 50. епизоди, приликом претреса у банци, шеф обезбеђења говори како се Мирослав (Небојша Илић) презива Митровић читајући податке са његове личне карте, иако је Мирослављево презиме до тада било Станковић.
- У 16. епизоди се види да на саобраћајној дозволи др Маричића (Драган Јовановић) пише да се зове Бранко, мада је касније више пута помињано да се зове Душан.
- У току серије, Пикилић (Миленко Павлов) се више пута представља под именом Јефта. Међутим, на плакату Странке здравог разума са његовим ликом, испод слике пише Славољуб Пикилић.
- У 59. епизоди, приликом гостовања у политичкој емисији, Благоје Пантић помиње да се банка чији је Петричевић директор зове Империјал, што је било њено име у првом циклусу. Међутим, у 88. епизоди говори како је њен назив Европска банка, што се у више наврата помиње у другом и последњем циклусу.
- У 64. епизоди помиње се како Роска (Мира Бањац) има 77 година, али се у последњој епизоди истиче да као најстарији посланик у скупштини има 84 године.
- Мандатарова секретарица (Милица Милша) се прво звала Мелиза, а касније Мелиса.
- Ива Штрљић је глумила стриптизету која се прво звала Тијана, а касније Сузана.
- Занимљиво је да је улогу Рокија, телохранитеља Озрена Солдатовића, тумачило чак три глумца. У првом циклусу улогу је тумачио Богдан Кузмановић, који ју је играо и у Срећним људима; од другог до петог циклуса га је играо Марко Јеремић, да би у последњем циклусу улогу тумачио Срба Стојиљковић, који је у претходним циклусима играо Аламуњиног сарадника Злоћка.
- Улогу Станимира Стојковића, Шојићевог телохранитеља, у претходним циклусима играо је Милан Томић. Међутим, у последњем циклусу заменио га је Урош Јаковљевић.
- У претходним циклусима, амбасадор се звао Емери а аташе Баримур, док у последњем циклусу амбасадор ословљава аташеа са Емери. Амбасадорово име није поменуто.
- У емисији Погани језици када се показује Гришин измокрени камен, водитељ (Раде Марјановић) говори како се баба Роска презива Марјановић а до тада је била Михајловић.
- У више кадрова када је приказана фиктивна телевизија Орвел, у канцеларији директора је на телевизији пренос заседања скупштине, што нема логике јер је у серији скупштина распуштена и расписани су нови избори.

## Занимљивости
- Први циклус серије је најпре најављен као филм, чији је радни наслов био Тесна кожа 5% што представља алузију на изборни цензус[21], али је касније Синиша Павић проширио сценарио и снимио серију са измењеном глумачком поставом.[22]
- Радни назив серије био је Странка здравог разума.[23]
- У серији је требало да гостује певачица Сека Алексић, али је према сопственом признању одбила понуду.[24]
- Иако је сценариста најавио крај серије, у одјавној шпици последње епизоде није се појавио уобичајени натпис „крај серије” већ само „крај деведесете епизоде”, што је, по многима, оставило отвореним могућност наставка серијала. Аутор је најпре изјавио да је серију немогуће наставити са озбиљно окрњеном екипом, захваливши Бранимиру Брстини што је пристао да у последњем циклусу одигра главну улогу[25]. Касније је, пак, истакао како је радња исцрпљена и заокружена, те да осећа велико олакшање што је серија уопште приведена крају[26].
- Истовремено са продукцијом последњег циклуса Беле лађе, продукцијска кућа Гама је отпочела снимање филма Тесна кожа 5, без званичног Павићевог одобрења. Између аутора и продукцијске куће, повео се судски спор око ауторских права, који је Павић добио[27]. Ипак, уз одређене потешкоће и номиналне измене, продукција Тесне коже 5 (под радним називом Бесна кожа) је настављена. Премијера филма је била најављена за 2013. годину, те се очекивало да ће извесне измене у радњи које је донела Бела лађа бити анулиране, чиме би дошло до појединих анахронизама. Ипак, ни неколико година касније, овај филм није приказан.
- При гостовању у Пожаревцу, глумац Александар Дунић је изјавио да постоји могућност наставка снимања Беле лађе јер су се створили финансијски услови за снимање. По његовој изјави, Милан Гутовић био је вољан да се врати у серију, а интересовање да поново игра улогу Димитрија Пантића показао је својевремено и Никола Симић. По његовим тадашњим наводима, чекала се „коначна реч” идејног творца серијала Синише Павића.[28] Ипак, у наредним годинама није дошло до реализације ове идеје, а и Никола Симић је у међувремену преминуо.
- Осим у Србији, серија је емитована и у Босни и Херцеговини, Македонији и Хрватској.

## Новогодишњи специјал
Тако је говорио Шојић је дводелни новогодишњи специјал премијерно емитован 1. и 2. јануара 2013. Програм се састоји од сцена из серије Бела лађа у којима је Срећко Шојић држао говоре на различитим скуповима и састанцима.